# Casa al passeig de la Font Vella, 37 (Sant Hilari Sacalm)
La Casa al passeig de la Font Vella, 37 és una obra noucentistes de Sant Hilari Sacalm (Selva) inclosa a l'Inventari del Patrimoni Arquitectònic de Catalunya.

## Descripció
Edifici entre mitgeres, situat al nucli urbà de Sant Hilari Sacalm, al Passeig de la Font Vella número 37.
A la façana del passeig, a la planta baixa, hi ha la porta d'entrada en arc escarser, i una finestra també en arc escarser. Les dues obertures es troben emmarcades per un cordó en relleu. L'ampit de la finestra és de rajoles vidriades de color blau i amb una imatge religiosa. Al primer pis hi ha un gran finestral en arc escarser voltejat per un cordó en relleu, davant el qual hi ha una mena de jardinera sostinguda per mènsules. A cada costat d'aquesta obertura hi ha un esgrafiat, un dels quals amb la data 1927. Al segon pis hi ha una obertura d'iguals característiques. Unes línies d'imposta marquen el nivell de cada un dels pisos. Sota el ràfec hi ha tres respiralls.

## Història
Segons la data de l'esgrafiat de la façana, l'edifici fou fet el 1927. Possiblement el seu ús era com a casa d'estiueig.